# Robert Farken
Robert Farken (* 20. September 1997 in Leipzig) ist ein deutscher Leichtathlet, der sich auf Mittelstreckenläufe spezialisiert hat. Er läuft auch Langstaffeln.

## Berufsweg
Farken studiert Sportmanagement an der Universität Leipzig. Er legte sein Abitur am Sportgymnasium Leipzig ab.

## Sportliche Laufbahn
Robert Farken spielte zunächst Fußball. Als Leichtathlet bremste ihn mal ein Bänderriss, mal ein Kapselriss aus.
2016 wurde Farken Vizemeister über 800 Meter bei den deutschen Jugendhallenmeisterschaften als auch mit der 3-mal-1000-Meter-Staffel in der U20-Klasse bei den deutschen Meisterschaften. Im selben Jahr war er mit 1:46,65 min schnellster U20-Läufer Europas. Farken lief diese Bestzeit beim Abendsportfest in Pfungstadt, allerdings nach dem Nominierungszeitraum für die Teilnahme an den U20-Weltmeisterschaften in Bydgoszcz. Im Januar 2017 qualifizierte er sich beim Abendsportfest in Erfurt in der Halle mit persönlicher Bestzeit von 1:47,65 min für die Halleneuropameisterschaften in Belgrad.
Farken gehörte zunächst zum B-Kader des Deutschen Leichtathletik-Verbandes (DLV). Nach der Leistungssportreform wurde er zur Saison 2017/2018 im Perspektivkader (PK) aufgenommen.
Im Jahr 2017 wurde Farken in Leipzig bei seinem ersten DM-Start in der Männer-Klasse Deutscher Hallenmeister über 800 Meter. Diesen Titel errang er erneut 2019 und 2020.
2021 wurde er Deutscher Meister im 1500-Meter-Lauf mit einer Zeit von 3:34,64 min. Hiernach startete er für das deutsche Team bei den Olympischen Spielen in Tokio in derselben Disziplin. Mit 3:35,21 min schied er im Halbfinale aus.
2022 erreichte Farken bei den Hallenweltmeisterschaften in Belgrad das Finale über 1500 Meter, wo er mit 3:41,29 min den 11. Rang belegte.
2025 schaffte er bei den Halleneuropameisterschaften in Apeldoorn den Finaleinzug über die 1500 Meter. Da konnte er allerdings nach einem Sturz durch Fremdeinwirkung das Rennen nicht beenden.
Anfang Juni 2025 lief Farken beim Diamond-League-Meeting in Rom mit 3:30,80 min einen neuen deutschen Rekord über 1500 Meter. Dabei verbesserte er den fast 45 Jahre alten Rekord von Thomas Wessinghage um 78 Hundertstelsekunden.
Eine Woche später, beim Diamond-League-Meeting in Oslo, lief Farken den nächsten neuen deutschen Rekord, über 1 Meile. Er war 10 Hundertstelsekunden schneller als Jens-Peter Herold vor 37 Jahren an gleicher Stelle. Beim ISTAF in Berlin steigerte Farken am 27. Juli seinen eigenen Meilen-Rekord auf 3:48,83 min.

## Ehrungen
Die User von leichtathletik.de wählten Farken im Januar 2017 zum „Ass des Monats“.

## Bestleistungen
(Stand: 27. Juli 2025)

- 400 m: 51,78 s, 21. Juni 2015, Borna
- 600 m: 1:17,58 min, 14. Mai 2017, Pliezhausen
  - Halle: 1:19,68 min, 19. Dezember 2015, Dresden
- 800 m: 1:45,45 min, 26. April 2025, Philadelphia
  - Halle: 1:47,00 min, 20. Januar 2024, Dortmund
- 1000 m: 2:15,81 min, 21. Juli 2021, Leipzig
- 1500 m: 3:30,80 min, 6. Juni 2025, Rom, 
  - Halle: 3:33,14 min, 8. Februar 2025, New York City
- 1 Meile: 3:48,83 min, 27. Juli 2025, Berlin, 
  - Halle: 3:49,45 min, 1. Februar 2025, Boston
- 3000 m: 8:58,50 min, 18. Mai 2014, Pliezhausen
  - Halle: 7:51,41 min, 28. Januar 2022, Karlsruhe

## Erfolge
- 2016: Deutscher U20-Vizehallenmeister (800 m)
- 2016: Deutscher U20-Vizemeister (3 × 1000 m)
- 2017: Deutscher Hallenmeister (800 m)
- 2019: Deutscher Hallenmeister (800 m)
- 2019: Deutscher Vizemeister (800 m)
- 2020: Deutscher Hallenmeister (800 m)
- 2021: Deutscher Meister (1500 m)
- 2022: Deutscher Hallenmeister (1500 m)
- 2024: Deutscher Meister (800 m + 1500 m)